# Peniocereus maculatus
A Peniocereus maculatus egy mexikói eredetű bokorkaktusz, melyet termesztésben is gyakran meg lehet találni, főleg érdekes megjelenésű megvastagodott gyökeréért és hajtásáért tartanak dísznövényként.

## Jellemzői
Hajtásai szegmentáltak, 3-4 bordásak, 30 mm átmérőjűek, a bordák élei hullámosak, areolái 25 mm távolságban fejlődnek, 6-9 radiális állású tövise 2–8 mm hosszúságú. Nagy fehér virágai 100 mm hosszúak. Körte alakú piros bogyói 50 mm hosszúak. A Pseudoacanthocereus alnemzetség tagja.

## Elterjedése
Mexikó: Guerrero állam, a Río Mezcala (Balsas folyó) és Campo Morado vidéke.